# Andrena chaetogastra
Andrena chaetogastra är en biart som beskrevs av Pittioni 1950. Andrena chaetogastra ingår i släktet sandbin, och familjen grävbin. Inga underarter finns listade i Catalogue of Life.